# Silvianópolis
Silvianópolis este un oraș în Minas Gerais (MG), Brazilia.